# ألفرد إريكسن (مبارز بالسيف)
ألفرد إريكسن هو مبارز بالسيف نرويجي، ولد في 1 أغسطس 1918 في شين في النرويج، وتوفي في 27 أبريل 1991 في أوسلو في النرويج.

## وصلات خارجية
- ألفرد إريكسن على موقع أوليمبيديا (الإنجليزية)